# Aktivt pansar

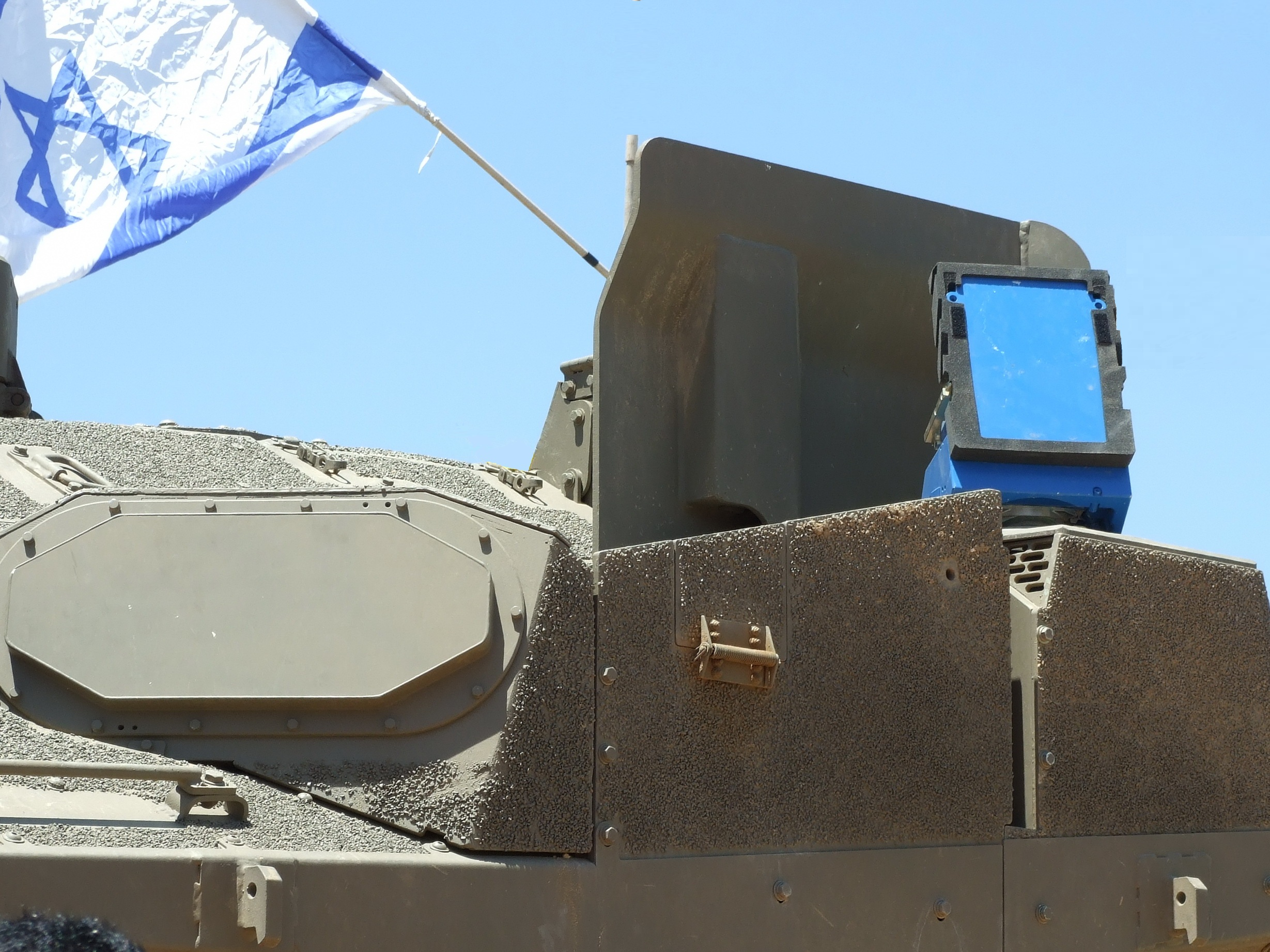
Skjutanordning med sensor till Israeliska aktiva skyddssystemet "Trophy".

Aktivt pansar eller aktivt skyddssystem (engelska: active protection system, förkortning: APS) är en modern pansartyp där man försöker skjuta ned inkommande projektiler med en egen projektil innan dessa träffar det egna fordonet. På grund av det höga hastigheterna som inkommande projektiler ankommer är systemet helautomatiskt och kräver ingen manuell angivelse. Automatiseringen utgör dock en risk för egen opansrad trupp, eftersom systemet verkar inom fordonets närområde på kortare avstånd och ej tar hänsyn till annat än själva målet. Aktiva system kan därför enbart användas (slås på) när närområdet är rent från egen oskyddad trupp.
- Principteckning över aktivt pansar, typexempel: ryska "Arena" (Арена)
• 1. Skjutanordningar
• 2. Radar/Sensor
• 3. Riktad hagelkärve
• 4. Inkommande robot
• 5. Spårningsfas

Principteckning över aktivt pansar, typexempel: ryska "Arena" (Арена)• 1. Skjutanordningar • 2. Radar/Sensor • 3. Riktad hagelkärve • 4. Inkommande robot • 5. Spårningsfas

Reaktivt pansar benämns ibland felaktigt aktivt pansar.